# Ана (Агнеза), господарица Босне и Мачве
АНА (АГНЕЗА), (Будим око 1226 − послије 1272, Чешка) је била господарица Босне и Мачве.
Била је ћерка угарског краља Беле IV. Удала се за черниговског кнеза Ростислава Михаиловића. Након што је 1253. потчинио Босну и подијелио је на бановине, краљ Бела IV, је Босну додијелио свом оданом сљедбенику Пријезди I док су земље Усора и Соли припале његовом зету Ростиславу Михаиловићу. Ростислав је уз то добио и мало раније створену Мачванску бановину. Ове области су назване Војводство Мачве и Босне. Послије Ростислављеве погибије 1264. у борби са руским племићем на ријеци Сан у близини Јарославља том облашћу је управљала његова жена Ана - Агнеза. Носила је титулу ducissa Gallitiae ас de Bosna еt de Mazo domina. Због учешћа у сукобу између свог оца и брата Стефана, побјегла је 1270. своме зету, чешком краљу Пшемислу II Отокару. Након ње, овим областима је кратко владао и њихов син Бела Ростислалић. Њена ћерка била је Кунигунда Ростиславна.
Ана од Угарске (рођена 1226.) била је ћерка краља Беле IV Угарског и његове жене краљице Марије Ласкарис. Принцеза Ана је била члан династије Арпад. Кнегиња Ана је стекла многе титуле у браку са кнезом Ростиславом Михајловичем.

## Породица
Ана је била треће од десеторо деце краља Беле IV од Угарске и краљице Марије Ласкарис од Никеје. Била је сестра тројице светитеља: Кинге, Маргарете и блажене Јоланде. Друга браћа и сестре били су: краљ Стефан V од Мађарске и Елизабета од Мађарске, војвоткиња од Баварске.
Њени баба и деда по оцу били су краљ Андрија II од Мађарске и Гертруда од Мераније, сестра Агнезе од Мераније.
Њени бака и деда по мајци били су цар Теодор I Ласкарис и царица Ана Комнин Анђел.

## Брак
Године 1243. Ана се удала за кнеза Ростислава Михајловича Рјуриковича. Кнез Ростислав Рјурикович није могао да учврсти своју власт у Галичу, па је отишао на двор угарског краља Беле IV и тамо се оженио принцезом Аном. Принцеза Ана Арпад је одувек била омиљена ћерка свог оца. Дозволио јој је да врши све већи утицај на њега. У последњој вољи, краљ Бела IV је поверио своју ћерку и своје следбенике њеном зету, краљу Отакару II Пшемислу од Чешке, јер није веровао свом најстаријем сину младом краљу Стефану V. Михаило је наследио очев део Босне. Краљ Бела IV, поделивши поседе својим унуцима, одлучио је и да изврши неке даље промене на својим периферним територијама и доделио је Славонију, Далмацију и Хрватску, које су до тада биле под влашћу његовог наследника, младог краља Стефана V Угарског, млађем сину по имену принц Бела.
Млади краљ Стефан се разбеснео и одмах се побунио против свог оца; током рата који је уследио, кнегиња Ана и њен син, бан Бела од Мачве, помагали су краљу Бели IV. Анин отац и брат склопили су мир 5. децембра 1262. године, и по њему је краљевство подељено, а Стефану је као „младом краљу“ припала територија источно од реке Дунав. Након мира, млади краљ Стефан V је заузео поседе које су Анини синови наследили од свог оца у источним деловима краљевства (бивши краљевски посед у округу Берег и замак Фузер). Ана је поднела званичну жалбу против свог брата папи Урбану IV, али „млади краљ“ није вратио њихову имовину.
Ана је отишла да живи на краљевском двору свог зета у Бохемији. Краљ Отакар II се оженио Анином ћерком Кунигундом 1261. године, и имали су сина краља Вацлава II од Чешке. Анин муж је умро 1262. године, а Ана је остала удовица. Није познато када је Ана умрла, али вероватно око 1274. године.

## Деца
Пар је имао следећу децу:
- војвода Бела од Мачве (око 1243 – новембар 1272. године);
- Војвода Михаило Босански (пре 1245-1271. године);
- Неименована ћерка (можда Ана) два пута се удавала, прво за бугарског цара Михаила Асена II, друго за бугарског цара Коломана II Асена;
- Кунигунда, краљица Чешке (1245 – 9. септембар 1285. године), два пута се удавала, прво за чешког краља Отакара II, а затим за Завиша фон Фалкенштајна-Розенберга
- Грифина, велика војвоткиња Пољске, (? – 26. мај 1303/1309. године), супруга краковског великог војводе Лешека II.
- Маргарета, монахиња.